# 色棱 (杜尔伯特部)
色棱（？—1669年），博尔济吉特氏，杜爾伯特部人物，清朝蒙古王公、将领，成吉思汗弟合撒儿的十八世孙，奎蒙克塔斯哈喇玄孙，博第达喇曾孙，爱纳噶之孙，阿都齐的儿子。
天聪五年（1631年），朝见皇太极。天聪八年（1634年），跟随后金军攻打明朝大同府，攻克十堡。崇德元年（1636年），封辅国公。崇德二年（1637年）跟随承政尼堪由朝鲜征瓦尔喀，至吉木海，击败朝鲜王朝平壤、安州、安边道援兵。后屡从征明。崇德八年（1643年），其属下索朗阿跟随出征黑龙江诸部有功，他被赐号达尔汉。顺治三年（1646年）跟随豫亲王多铎追袭苏尼特部腾机思，至谔特克山，斩杀茂海台吉。顺治五年（1648年），晋封札萨克固山贝子（杜爾伯特旗）。